# 라이오넬 로이스
라이오넬 로이스(Lionel Royce, 1891년 3월 30일 ~ 1946년 [[[4월 1일]])는 오스트리아의 연극 배우, 영화배우이다.
돌리나에서 태어났으며 마닐라에서 사망하였다. 사인은 심근 경색이다.

## 영화
- 길다 (1946년)
- 타잔 - 조니 웨이스뮬러 편 9 (1945년)
- 돈 윈슬로 오브 더 코스트 (1943년)
- 레츠 페이스 잇 (1943년)
- 12월 7일 (1943년)
- 마이 페이버릿 스파이 (1942년)
- 마이 페이버릿 브론드 (1942년)
- 잔지바르 가는 길 (1941년)
- 나치 스파이의 고백 (1939년)
- 렛 프리덤 링 (1939년)
- 브로드웨이 세레나데 (1939년)
- 마리 앙투아네트 (1938년)